# Desiderio (film 1936)
Desiderio (Desire) è un film del 1936 diretto da Frank Borzage.
È conosciuto in Italia anche col titolo Canaglie di lusso.

## Trama
La fascinosa Madeleine ruba con un ardito e ingegnoso stratagemma una preziosissima collana di perle a Parigi e usa l'ingenuo Tom Bradley, americano diretto in vacanza in Spagna, per far uscire il collier dalla Francia e raggiungere in sicurezza la Spagna. Infila infatti la collana nella tasca della sua giacca; una volta passata la dogana la donna, nel tentativo di recuperare le perle, incontrerà comunque un mucchio di difficoltà.
In Spagna, dovrà spiegare al suo complice Carlos che la catena di perle si trova ancora in possesso di Tom; i due faticheranno non poco a ricontattare Tom per sottrargliela. Anche questo scopo, comunque, sarà realizzato ricorrendo a un trucco assai industrioso.
Arriva dunque per Carlos e Madeleine il momento di sbarazzarsi di Tom, cosa che però non riesce dato che lui si è innamorato di lei e ben presto sarà ricambiato. A complicare ulteriormente la situazione interviene la zia, terzo membro della banda criminale. Madeleine, secondo i suoi complici, dovrebbe aiutarli a vendere le perle, mentre lei oramai sembra decisa a staccarsi, tanto che arriva persino a confidare a Tom di essere stata lei l'artefice di quel furto di cui oramai si parla in mezza Europa.
Tom è quindi diventato per Carlos e per la zia un testimone pericoloso. Alla fine, Madeleine e Tom riescono comunque a sbarazzarsi dei criminali. La donna riesce a restituire le perle al gioielliere e si sposa con Tom.